# 那賀郡 (和歌山縣)
那贺郡为過去位於日本和歌山縣北部的郡，已於2006年4月1日因無管轄町村而被廢除。
在1879年實施郡區町村編制法時的轄區包括現在的岩出市全部地區、紀美野町全部地區、紀之川市大部分地區、海南市東部地區、和歌山市東部小部分地區。

## 歷史
過去漢字曾被記為「奈我郡」，在《續日本紀》曾在703年的資料中記載到紀伊國奈我郡，724年的資料中又寫為紀伊國那賀郡。
在江戶時代，紀之川以北以及貴志川以西的區域為紀州藩領地，其餘區域則為高野山的領地，19世紀末明治維新後，高野山的區域曾先後隸屬堺縣、五條縣，接著在實施廢藩置縣後，紀州藩領地隸屬和歌山縣，1872年的第一次府縣整併後，才全數都畫入和歌山縣的管轄。
1879年實施郡區町村編製法時，正式設置了近代的行政區劃「那賀郡」，並在清水村（位於現在的岩出市）設置「那賀郡役所」。

### 沿革

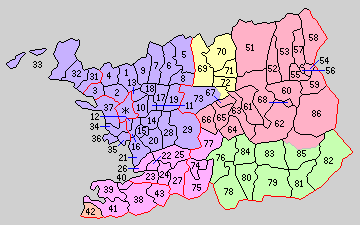
1889年那賀郡郡轄下的行政區劃：
51.池田村、52.長田村、53.粉河村、54.名手村、55.王子村、56.狩宿村、57.川原村、58.上名手村、59.麻生津村、60.龍門村、61.安樂川村、62.奧安樂川村、63.調月村、64.東貴志村、65.中貴志村、66.西貴志村、67.丸栖村、68.田中村、69.山崎村、70.根來村、71.上岩出村、72.岩出村、73.小倉村、74.中野上村、75.南野上村、76.東野上村、77.北野上村、78.小川村、79.上神野村、80.下神野村、81.猿川村、82.長谷毛原村、83.真國村、84.志賀野村、85.細野村、86.鞆淵村
（紫色：現屬和歌山市、桃色：現屬海南市、紅色：現屬紀之川市、黄色：現屬岩出市、綠色：現屬紀美野町、1 - 29屬名草郡、31 - 43屬海部郡）

- 1889年4月1日：實施町村制，那賀郡下設：池田村（日语：池田村_(和歌山県)）、長田村（日语：長田村 (和歌山県)）、粉河村（日语：粉河町）、名手村（日语：名手町）、王子村（日语：王子村 (和歌山県)）、狩宿村（日语：狩宿村）、川原村（日语：川原村 (和歌山県)）、上名手村（日语：上名手村）、麻生津村（日语：麻生津村 (和歌山県)）、龍門村（日语：竜門村 (和歌山県)）、安樂川村（日语：安楽川町）、奧安樂川村（日语：奥安楽川村）、調月村（日语：桃山町調月）、東貴志村（日语：東貴志村）、中貴志村（日语：中貴志村）、西貴志村（日语：西貴志村）、丸栖村（日语：丸栖村）、田中村（日语：田中村 (和歌山県)）、山崎村（日语：山崎村 (和歌山県)）、根來村（日语：根来村）、上岩出村（日语：上岩出村）、岩出村、小倉村（日语：小倉村 (和歌山県)）、中野上村（日语：中野上村）、南野上村（日语：南野上村）、東野上村（日语：野上町 (和歌山県)）、北野上村（日语：北野上村）、小川村（日语：小川村 (和歌山県海草郡)）、上神野村（日语：上神野村）、下神野村（日语：下神野村）、猿川村（日语：国吉村 (和歌山県)）、長谷毛原村（日语：長谷毛原村）、真國村（日语：真国村）、志賀野村（日语：志賀野村）、細野村（日语：細野村 (和歌山県)）、鞆淵村（日语：鞆淵村）。（36村）
- 1894年5月10日：粉河村改制為粉河町（日语：粉河町）。（1町35村）
- 1897年9月1日：實施郡制（日语：郡制）。
- 1908年8月1日：岩出村改制為岩出町。（2町34村）
- 1914年4月10日：名手村改制為名手町（日语：名手町）。（3町33村）
- 1923年4月1日：廢除郡會和郡參事會。
- 1926年7月1日：廢除郡役所，此後郡不再作為行政區劃，只作為地名的表示。
- 1927年1月1日：東野上村改制為東野上町（日语：野上町 (和歌山県)）。（4町32村）
- 1951年10月1日：中野上村、南野上村、北野上村、東野上町、小川村、下神野村、上神野村、猿川村、長谷毛原村、志賀野村、真國村、細野村改隸屬海草郡。（3町21村）
- 1953年1月1日：安樂川村改制為安樂川町（日语：安楽川町）。（4町20村）
- 1955年3月31日：中貴志村、東貴志村、西貴志村、丸栖村合併為貴志川町（日语：貴志川町）。（5町16村）
- 1955年4月1日：粉河町、長田村、龍門村、川原村合併為新設置的粉河町（日语：粉河町）。（5町13村）
- 1955年7月1日：（5町9村）
  - 王子村的部分地區被併入粉河町。
  - 上名手村、狩宿村、麻生津村、名手町和王子村的其他地區合併為那賀町（日语：那賀町 (和歌山県)）。
- 1956年3月31日：池田村和田中村合併為打田町（日语：打田町）。（6町7村）
- 1956年8月1日：安樂川町、調月村、奧安樂川村合併為桃山町（日语：桃山町）。（6町5村）
- 1956年9月30日：（6町1村）
  - 岩出町、山崎村、根來村、上岩出村和小倉村的部分地區合併為新設立的岩出町。[2]
  - 鞆淵村被併入粉河町。
- 1957年8月1日：海草郡細野村的部分地區被併入桃山町。
- 1958年4月1日：小倉村被併入和歌山市。（6町）
- 2005年11月7日：打田町、粉河町、那賀町、桃山町、貴志川町合為紀之川市[3]，並脫離那賀郡的管轄。（1町）
- 2006年4月1日：岩出町改制為岩出市[2]，並脫離那賀郡的管轄，同時那賀郡因無管轄町村而被廢除。

### 變遷表
| 1897年4月1日 | 1897年 - 1912年            | 1912年 - 1944年             | 1945年 - 1954年                  | 1955年 - 1989年                  | 1955年 - 1989年                 | 1989年 - 現在                | 現在                         |
| ------------ | -------------------------- | --------------------------- | -------------------------------- | -------------------------------- | ------------------------------- | ---------------------------- | ---------------------------- |
| 小倉村       | 小倉村                     | 小倉村                      | 小倉村                           | 小倉村                           | 1958年4月1日 併入和歌山市       | 1958年4月1日 併入和歌山市    | 1958年4月1日 併入和歌山市    |
| 小倉村       | 小倉村                     | 小倉村                      | 小倉村                           | 小倉村                           | 2006年4月1日 改制為岩出市       |                              |                              |
| 山崎村       | 山崎村                     | 山崎村                      | 山崎村                           | 山崎村                           | 1956年9月30日 合併為岩出町      |                              |                              |
| 根來村       |                            |                             |                                  |                                  | 1956年9月30日 合併為岩出町      |                              |                              |
| 上岩出村     |                            |                             |                                  |                                  | 1956年9月30日 合併為岩出町      |                              |                              |
| 岩出村       | 1908年8月1日 改制為岩出町  | 1908年8月1日 改制為岩出町   | 1908年8月1日 改制為岩出町        | 1908年8月1日 改制為岩出町        | 1956年9月30日 合併為岩出町      |                              |                              |
| 池田村       | 池田村                     | 池田村                      | 池田村                           | 池田村                           | 1956年3月31日 合併為打田町      | 2005年11月7日 合併為紀之川市 | 2005年11月7日 合併為紀之川市 |
| 田中村       |                            |                             |                                  |                                  | 1956年3月31日 合併為打田町      | 2005年11月7日 合併為紀之川市 | 2005年11月7日 合併為紀之川市 |
| 鞆淵村       | 鞆淵村                     | 鞆淵村                      | 鞆淵村                           | 鞆淵村                           | 1956年9月30日 併入粉河町        | 2005年11月7日 合併為紀之川市 | 2005年11月7日 合併為紀之川市 |
| 長田村       | 長田村                     | 長田村                      | 長田村                           | 1955年4月1日 合併為粉河町        | 1955年4月1日 合併為粉河町       | 2005年11月7日 合併為紀之川市 | 2005年11月7日 合併為紀之川市 |
| 粉河村       | 1894年5月10日 改制為粉河町 | 1894年5月10日 改制為粉河町  | 1894年5月10日 改制為粉河町       | 1955年4月1日 合併為粉河町        | 1955年4月1日 合併為粉河町       | 2005年11月7日 合併為紀之川市 | 2005年11月7日 合併為紀之川市 |
| 川原村       |                            |                             |                                  | 1955年4月1日 合併為粉河町        | 1955年4月1日 合併為粉河町       | 2005年11月7日 合併為紀之川市 | 2005年11月7日 合併為紀之川市 |
| 龍門村       |                            |                             |                                  | 1955年4月1日 合併為粉河町        | 1955年4月1日 合併為粉河町       | 2005年11月7日 合併為紀之川市 | 2005年11月7日 合併為紀之川市 |
| 王子村       | 王子村                     | 王子村                      | 王子村                           | 王子村                           | 1955年7月1日 併入粉河町         | 2005年11月7日 合併為紀之川市 | 2005年11月7日 合併為紀之川市 |
| 王子村       | 王子村                     | 王子村                      | 王子村                           | 王子村                           |                                 | 2005年11月7日 合併為紀之川市 | 2005年11月7日 合併為紀之川市 |
| 名手村       | 名手村                     | 1914年4月10日 改制為名手町  | 1914年4月10日 改制為名手町       | 1914年4月10日 改制為名手町       | 1955年7月1日 合併為那賀町       | 2005年11月7日 合併為紀之川市 | 2005年11月7日 合併為紀之川市 |
| 狩宿村       |                            |                             |                                  |                                  | 1955年7月1日 合併為那賀町       | 2005年11月7日 合併為紀之川市 | 2005年11月7日 合併為紀之川市 |
| 上名手村     |                            |                             |                                  |                                  | 1955年7月1日 合併為那賀町       | 2005年11月7日 合併為紀之川市 | 2005年11月7日 合併為紀之川市 |
| 麻生津村     |                            |                             |                                  |                                  | 1955年7月1日 合併為那賀町       | 2005年11月7日 合併為紀之川市 | 2005年11月7日 合併為紀之川市 |
| 東貴志村     | 東貴志村                   | 東貴志村                    | 東貴志村                         | 1955年3月31日 合併為貴志川町     | 1955年3月31日 合併為貴志川町    | 2005年11月7日 合併為紀之川市 | 2005年11月7日 合併為紀之川市 |
| 中貴志村     |                            |                             |                                  | 1955年3月31日 合併為貴志川町     | 1955年3月31日 合併為貴志川町    | 2005年11月7日 合併為紀之川市 | 2005年11月7日 合併為紀之川市 |
| 西貴志村     |                            |                             |                                  | 1955年3月31日 合併為貴志川町     | 1955年3月31日 合併為貴志川町    | 2005年11月7日 合併為紀之川市 | 2005年11月7日 合併為紀之川市 |
| 丸棲村       |                            |                             |                                  | 1955年3月31日 合併為貴志川町     | 1955年3月31日 合併為貴志川町    | 2005年11月7日 合併為紀之川市 | 2005年11月7日 合併為紀之川市 |
| 安樂川村     | 安樂川村                   | 安樂川村                    | 1953年1月1日 改制為安樂川町      | 1953年1月1日 改制為安樂川町      | 1956年8月1日 合併為桃山町       | 2005年11月7日 合併為紀之川市 | 2005年11月7日 合併為紀之川市 |
| 奧安樂川村   |                            |                             |                                  |                                  | 1956年8月1日 合併為桃山町       | 2005年11月7日 合併為紀之川市 | 2005年11月7日 合併為紀之川市 |
| 調月村       |                            |                             |                                  |                                  | 1956年8月1日 合併為桃山町       | 2005年11月7日 合併為紀之川市 | 2005年11月7日 合併為紀之川市 |
| 細野村       | 細野村                     | 細野村                      | 1951年10月1日 海草郡細野村       | 1951年10月1日 海草郡細野村       | 1957年8月1日 併入桃山町         | 2005年11月7日 合併為紀之川市 | 2005年11月7日 合併為紀之川市 |
| 細野村       | 細野村                     | 細野村                      | 1951年10月1日 海草郡細野村       | 1951年10月1日 海草郡細野村       | 1957年8月1日 併入海草郡美里町   | 2006年1月1日 合併為紀美野町  | 2006年1月1日 合併為紀美野町  |
| 真國村       | 真國村                     | 真國村                      | 1951年10月1日 海草郡真國村       | 1951年10月1日 海草郡真國村       | 1955年6月1日 合併為海草郡美里町 | 2006年1月1日 合併為紀美野町  | 2006年1月1日 合併為紀美野町  |
| 長谷毛原村   | 長谷毛原村                 | 長谷毛原村                  | 1951年10月1日 海草郡長谷毛原村   | 1951年10月1日 海草郡長谷毛原村   | 1955年6月1日 合併為海草郡美里町 | 2006年1月1日 合併為紀美野町  | 2006年1月1日 合併為紀美野町  |
| 猿川村       | 猿川村                     | 猿川村                      | 1951年10月1日 改名為海草郡國吉村 | 1951年10月1日 改名為海草郡國吉村 | 1955年6月1日 合併為海草郡美里町 | 2006年1月1日 合併為紀美野町  | 2006年1月1日 合併為紀美野町  |
| 上神野村     | 上神野村                   | 上神野村                    | 1951年10月1日 海草郡上神野村     | 1951年10月1日 海草郡上神野村     | 1955年6月1日 合併為海草郡美里町 | 2006年1月1日 合併為紀美野町  | 2006年1月1日 合併為紀美野町  |
| 下神野村     | 下神野村                   | 下神野村                    | 1951年10月1日 海草郡下神野村     | 1951年10月1日 海草郡下神野村     | 1955年6月1日 合併為海草郡美里町 | 2006年1月1日 合併為紀美野町  | 2006年1月1日 合併為紀美野町  |
| 小川村       | 小川村                     | 小川村                      | 1951年10月1日 海草郡小川村       | 1951年10月1日 海草郡小川村       | 1955年4月16日 合併為野上町      | 2006年1月1日 合併為紀美野町  | 2006年1月1日 合併為紀美野町  |
| 志賀野村     | 志賀野村                   | 志賀野村                    | 1951年10月1日 海草郡志賀野村     | 1955年4月1日 併入東野上町        | 1955年4月16日 合併為野上町      | 2006年1月1日 合併為紀美野町  | 2006年1月1日 合併為紀美野町  |
| 東野上村     | 東野上村                   | 1927年1月1日 改制為東野上町 | 1951年10月1日 海草郡東野上町     | 1955年4月1日 改名為野上町        | 1955年4月16日 合併為野上町      | 2006年1月1日 合併為紀美野町  | 2006年1月1日 合併為紀美野町  |
| 北野上村     | 北野上村                   | 北野上村                    | 1951年10月1日 海草郡北野上村     | 1955年4月10日 併入海南市         | 1955年4月10日 併入海南市        | 2005年4月1日 合併為海南市    | 2005年4月1日 合併為海南市    |
| 南野上村     | 南野上村                   | 南野上村                    | 1951年10月1日 海草郡南野上村     | 1955年4月10日 併入海南市         | 1955年4月10日 併入海南市        | 2005年4月1日 合併為海南市    | 2005年4月1日 合併為海南市    |
| 中野上村     | 中野上村                   | 中野上村                    | 1951年10月1日 海草郡中野上村     | 1955年4月10日 併入海南市         | 1955年4月10日 併入海南市        | 2005年4月1日 合併為海南市    | 2005年4月1日 合併為海南市    |